# Gare de Neuchâtel
La gare de Neuchâtel est une gare ferroviaire suisse située à Neuchâtel, sur la ligne du Pied-du-Jura, de Neuchâtel à Besançon par Le Locle et La Chaux-de-Fonds, de Neuchâtel à Pontarlier et enfin de Neuchâtel à Berne. Elle est la propriété des Chemins de fer fédéraux suisses.

## Situation ferroviaire
La gare est située sur le plateau du même nom à 479 mètres d'altitude. Elle est relativement éloignée du centre-ville en étant située à environ 15 minutes à pied de la zone piétonne qui est elle à 425 mètres d'altitude.
Pour résoudre partiellement le problème de l'éloignement une ligne de tram puis de trolleybus a été exploitée entre la place Pury et la gare, cette ligne a été supprimée en 2001 lors de la création d'un nouveau pôle d'échange et de l'ouverture du funiculaire Gare-Université.
Un projet hypothétique voudrait que dans le cadre du projet Projet RUN une nouvelle halte, située à 600 mètres de l'actuelle gare et juste au-dessus de la rue du Seyon, soit construite afin d'assurer une meilleure desserte du centre-ville.

## Histoire
Point de convergence de trois axes ferroviaires en construction, l’emplacement de la gare fait l’objet, dès 1852, d’une âpre concurrence entre les compagnies ferroviaires (Franco Suisse et Jura Industriel) et leurs partisans politiques et économiques respectifs. Il faudra recourir à l’arbitrage du Conseil d’État en 1858 pour que les parties s’entendent sur une gare unique à édifier sur les hauts de la ville plutôt qu’au bord du lac. Modeste et fonctionnel, le premier bâtiment des voyageurs est mis en service au en 1859,.
Les lignes desservies sont : Yverdon-les-Bains-Le Landeron, Pontarlier-Neuchâtel et La Chaux-de-Fonds-Neuchâtel.

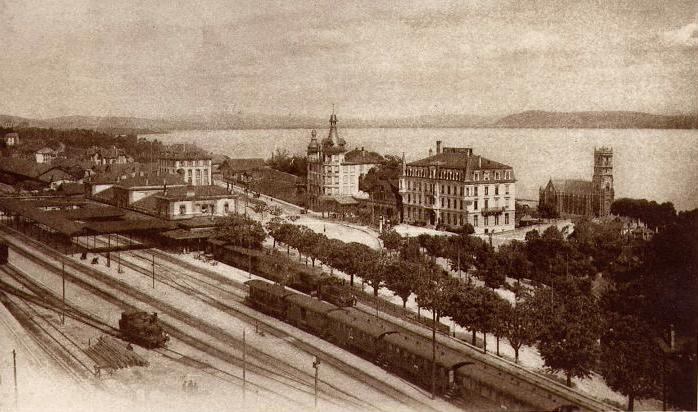
La deuxième gare de Neuchâtel et le parc hôtelier qui l'environne

En 1880-83, la compagnie Suisse Occidentale et Simplon remplace les installations devenues trop exiguës, par une nouvelle gare conçue avec le concours de l’architecte Adolphe Rychner. Beaucoup plus grande et monumentale que la précédente, la construction s’apparente aux infrastructures ferroviaires de la même époque avec son corps central sommé d’une horloge et des ailes latérales. Située au sud des rails, le bâtiment des voyageurs dialogue désormais avec les hôtels et buffets situés à proximité. Ses façades en molasse de Fribourg suscitent toutefois la colère des autorités et des milieux neuchâtelois de la construction, peu habitués à voir le calcaire jaune local concurrencé par d’autres matériaux.
Pour ménager un espace plat suffisant, il faudra aussi araser le Crêt-Taconnet, une colline rocheuse qui empêche le bon développement des installations ferroviaires. L’exploitation de plus de 200'000 mètres cubes de rochers se fera en trois étapes (1872-73, 1876-82 et 1903-06) et contribuera au comblement du bord du lac, un remblai sur lequel se dressera le quartier des Beaux-Arts à la fin du XIXe siècle,.
L'édifice sera finalement remplacé par une troisième gare actuelle, édifiée de 1934 à 1937 par l’architecte Fernand Decker, lauréat avec Edmond Calame d’un concours d’architecture organisé par les CFF. La construction se présente sous la forme d’un gros-œuvre en béton armé et briques, recouvert d’un placage en calcaire jaune renouant avec les traditions constructives locales. Son volume en fer à cheval permet de loger les services techniques et administratifs dans les corps de bâtiments, alors que la cour intérieure, couverte de grandes verrières, abrite le grand hall et les services aux voyageurs. L’enveloppe extérieure affiche un classicisme et une sobriété de bon aloi, la façade principale s’ouvrant désormais du côté ouest et en direction du centre-ville.
Dans les années 1940, le plan de voies ainsi que l'accès des voyageurs aux quais est complètement revu. Par la même occasion, le système de sécurité qui protège la gare est remis à neuf.
1987 marque une date importante pour la gare et la ville de Neuchâtel, avec l'arrivée du TGV sur la liaison Paris – Pontarlier – Berne.
En 1998 le bâtiment de l'Office Fédérale de la Statistique, sis à côté de la gare, a été inauguré dans le cadre de la revalorisation du quartier de la gare.
À l'occasion d'Expo.02 la gare a été complètement rénovée, avec le prolongement et la surélévation des quais, ainsi que la création d'une nouvelle sortie (depuis le passage sous-voie reliant les quais) qui permet d'assurer de meilleures correspondances avec le réseau urbain, ainsi que la réalisation d'un nouveau funiculaire reliant directement la gare à l'université (où se trouvait alors le site neuchâtelois de l'exposition nationale).
Le nouveau bâtiment de la Haute École Arc, ainsi que du conservatoire de musique (CMN), ont été réalisés juste devant les locaux de l'Office fédéral de la statistique (OFS). Les nouveaux locaux de la HE-Arc, construits à l'est en utilisant les anciennes voies et bâtiments de douane de la gare marchandises inutilisés, ont été achevés à l'automne 2011.
Dès le 19 octobre 2020, les CFF investissent plus de 18 millions de francs pour la modification de la hauteur des quais au standard de 55 centimètres, permettant donc des accès facilités aux trains. Les travaux sont prévus jusqu'en novembre 2021 et une adaptation des marquises pour permettre le passage éventuel de trains à deux étages est également prévue par les CFF,.

## Décors

### Description générale
Alors que la construction de la nouvelle (et troisième) gare de Neuchâtel arrive à son terme en 1936, les CFF lancent un concours pour le décor du grand hall. Parmi les six projets présentés par des artistes suisses romands, le jury retient celui du peintre chaux-de-fonnier Georges Dessouslavy (1898-1952), qui propose deux paysages lacustres : « les baigneurs » et « les pêcheurs ». Ses projets intitulés « le Doubs » et « le porte de Neuchâtel » remportent ensuite le second concours organisé pour orner les parois est et ouest du grand escalier d’accès aux quais,.

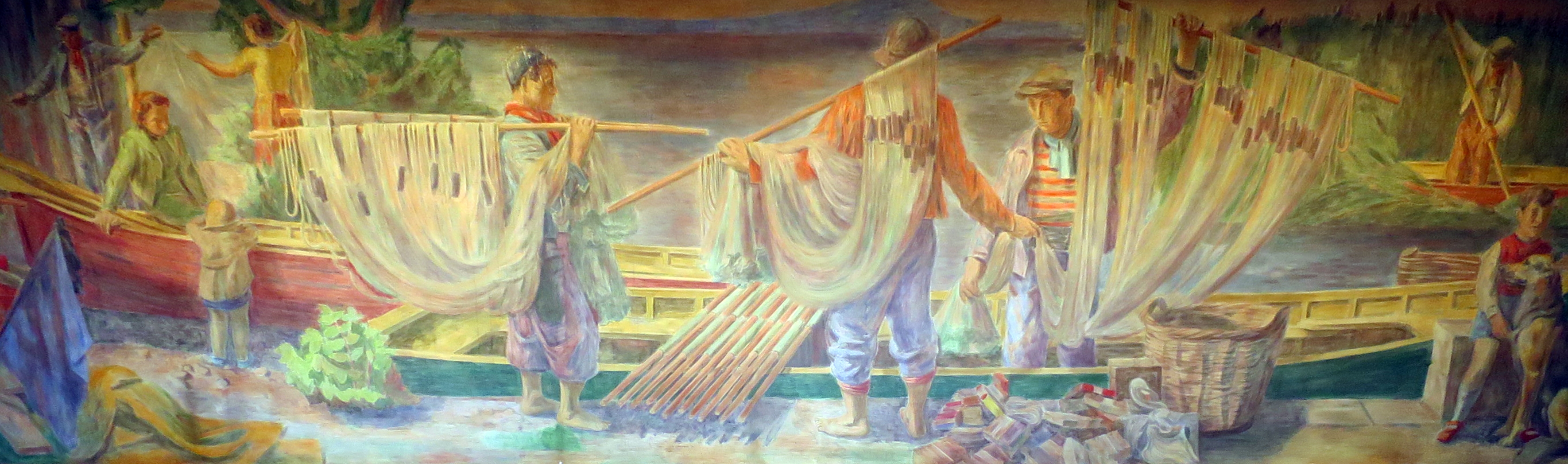
"Les pêcheurs", peinture murale de Georges Dessouslavy, 1937-39.

Georges Dessouslavy exécute son mandat de 1937 à 1939, parvenant à composer avec les immenses surfaces qui lui sont octroyées et à intégrer ses compositions dans leur environnement architectural et mobilier. À l’instar de nombreux décors de gare, ces peintures murales célèbrent les loisirs et la villégiature, mais se démarquent des vues touristiques habituelles par l’évocation de la vie quotidienne et l’ancrage régional des paysages. La clarté et la transparence des couleurs rappellent l’aquarelle et amènent une fraîcheur inattendue dans un hall de gare. Le style figuratif et la composition renvoient à la fois aux peintres du XIXe siècle et au classicisme des années 1930. Georges Dessouslavy vouait en effet une grande admiration aux impressionnistes, une passion qui transparaît dans le traitement de la lumière et des effets d’eau,.
Très altérés, les quatre ensembles échappent de peu à la destruction à la fin des années 1980, avant de bénéficier de travaux de conservation-restauration en 2000-2001.
Un cinquième panneau ornait l’escalier d’accès aux quais depuis l’ouest. Représentant une « vue de Morat depuis le lac », il est l’œuvre en 1938 d’un autre peintre neuchâtelois, Alfred Blailé, et s’inscrit dans une veine touristique assez courante. Il a disparu lors de la suppression de l’accès au profit du hall du Fun’ambule, mais une peinture à l’huile d'Alfred Blailé avec le même sujet est conservée par la commune de Morat,.

### Décor du grand hall du bâtiment des voyageurs parGeorges Dessouslavy(1937-39)

Le décor du grand hall
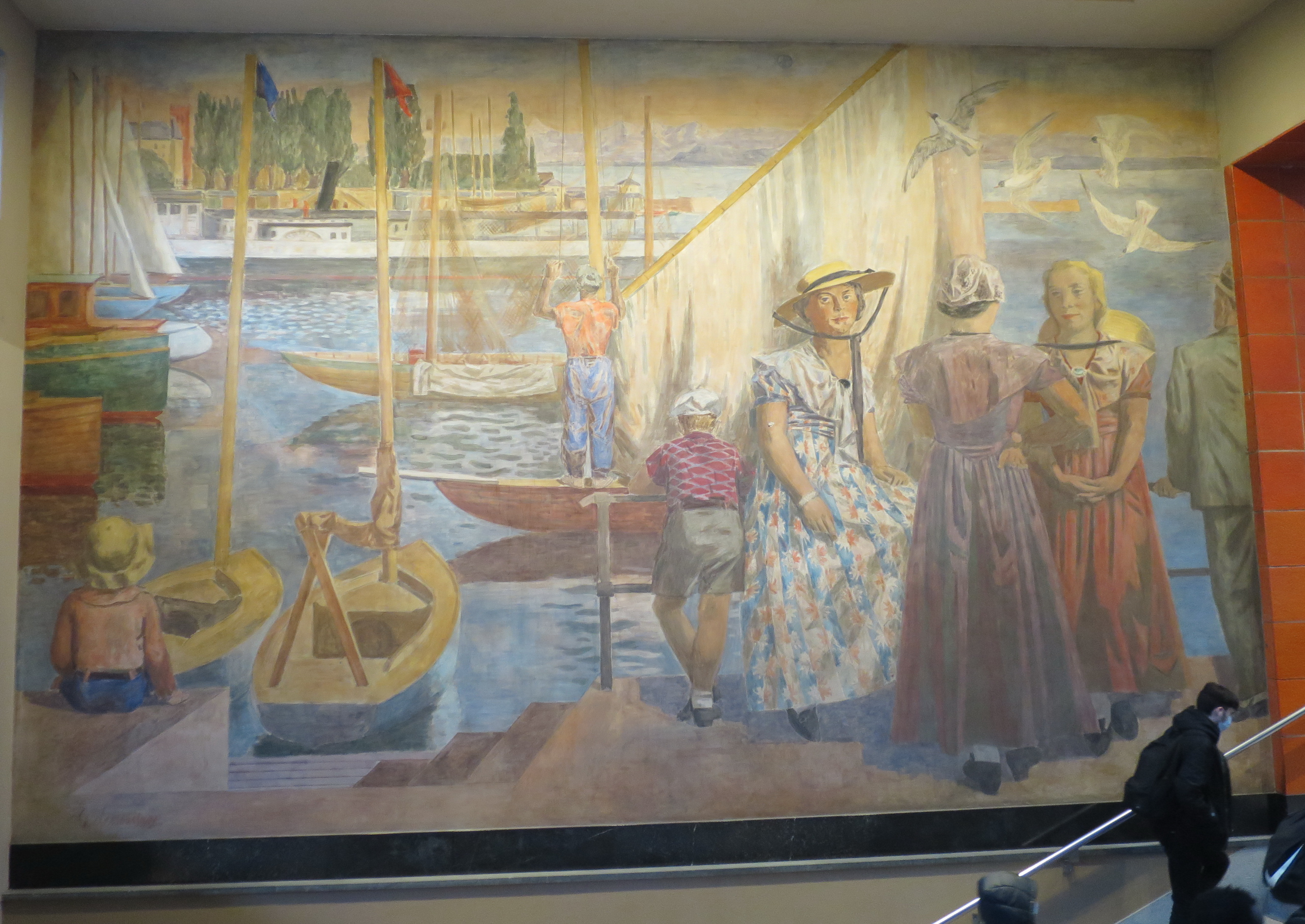
"Le port de Neuchâtel"
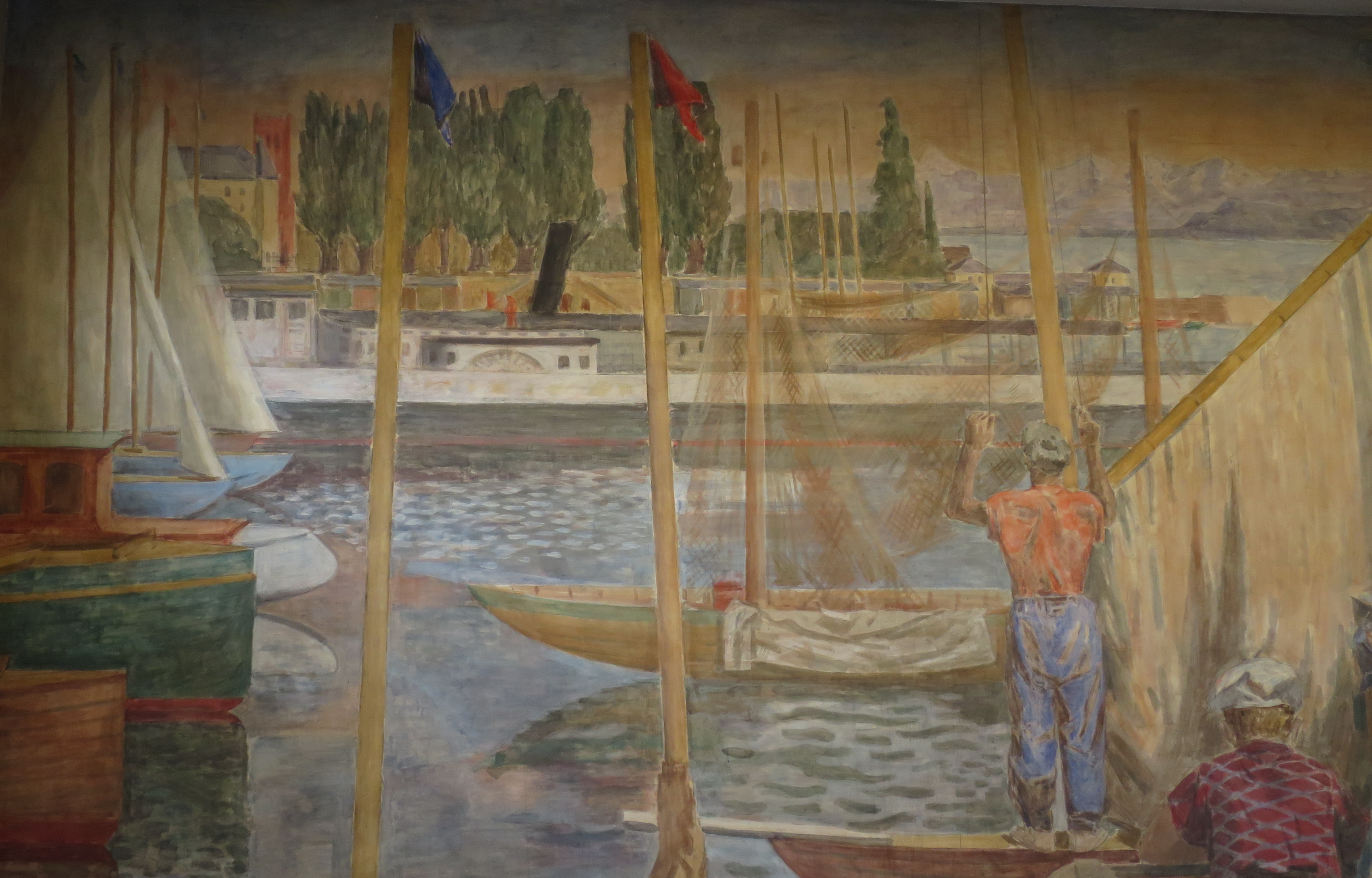
"Le port de Neuchâtel" (détail)
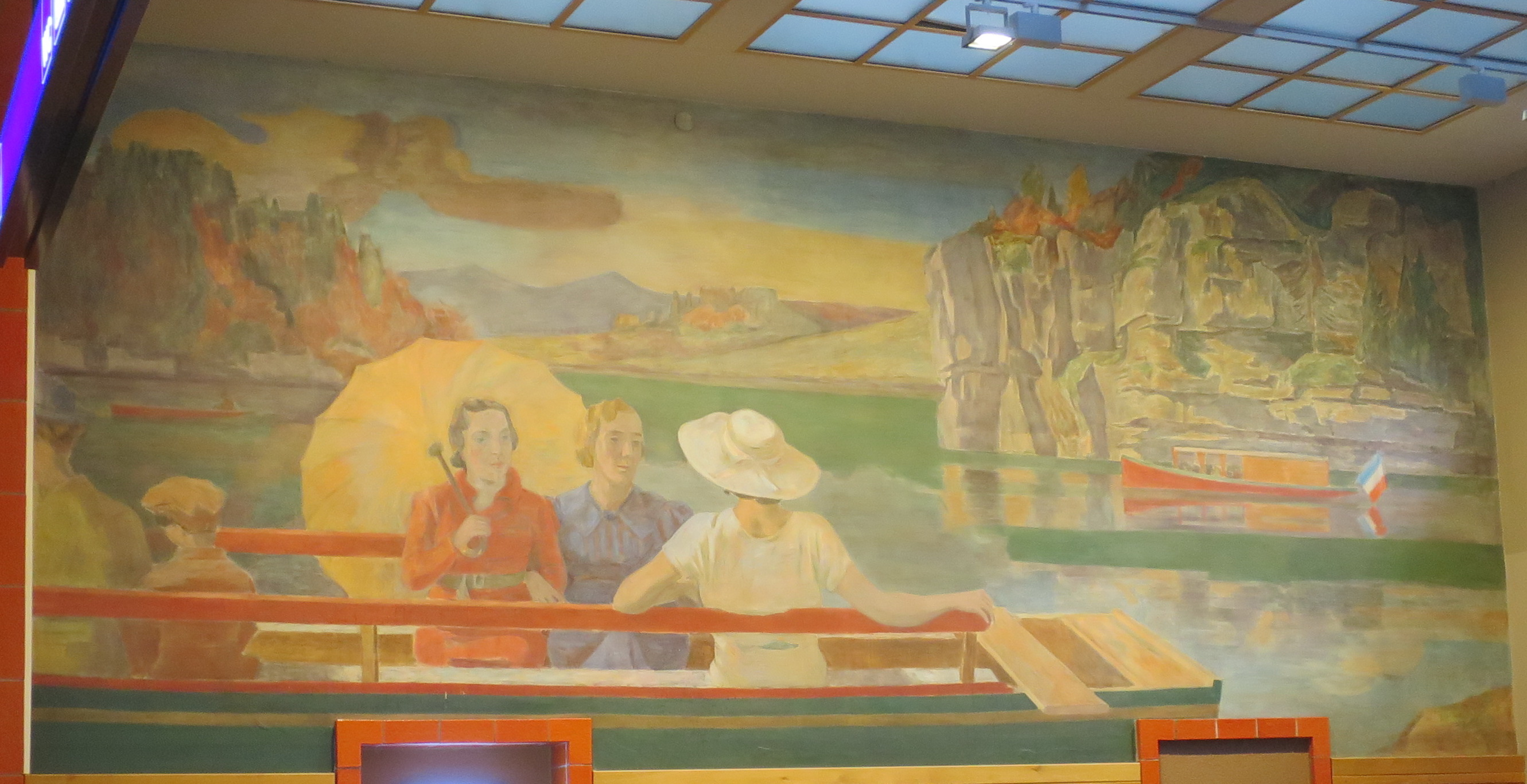
"Le Doubs"
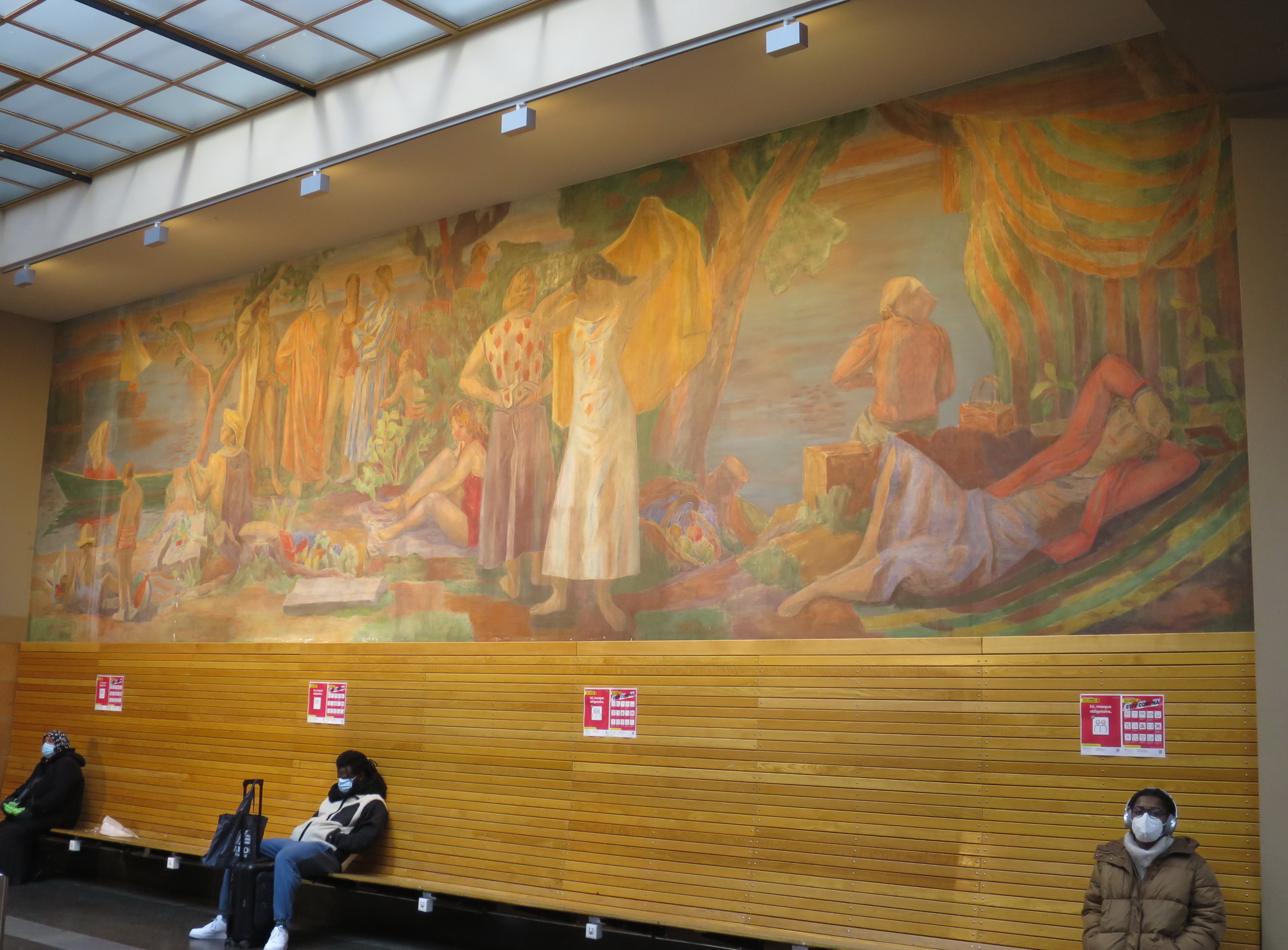
"Les baigneurs"
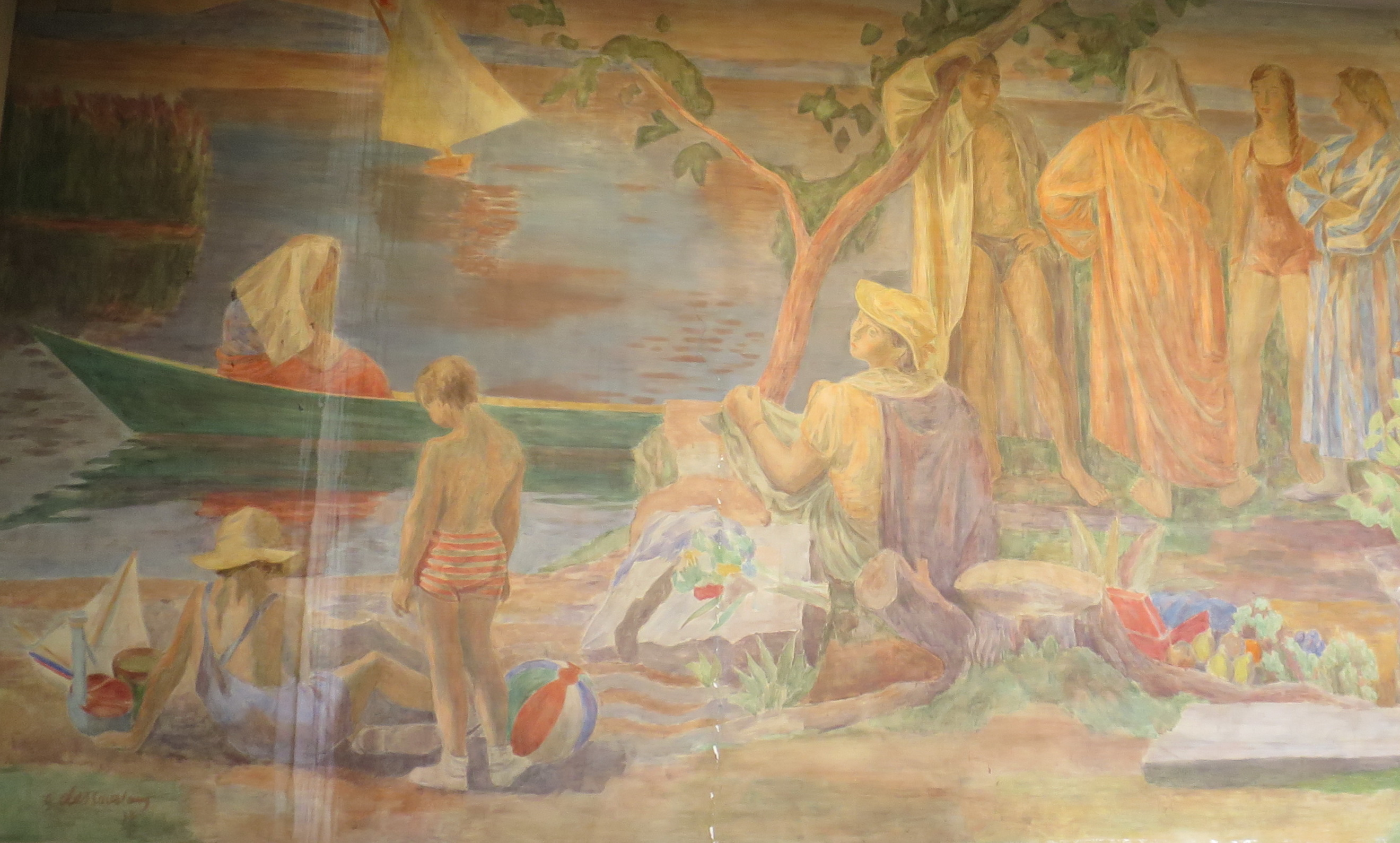
"Les baigneurs" (détail)
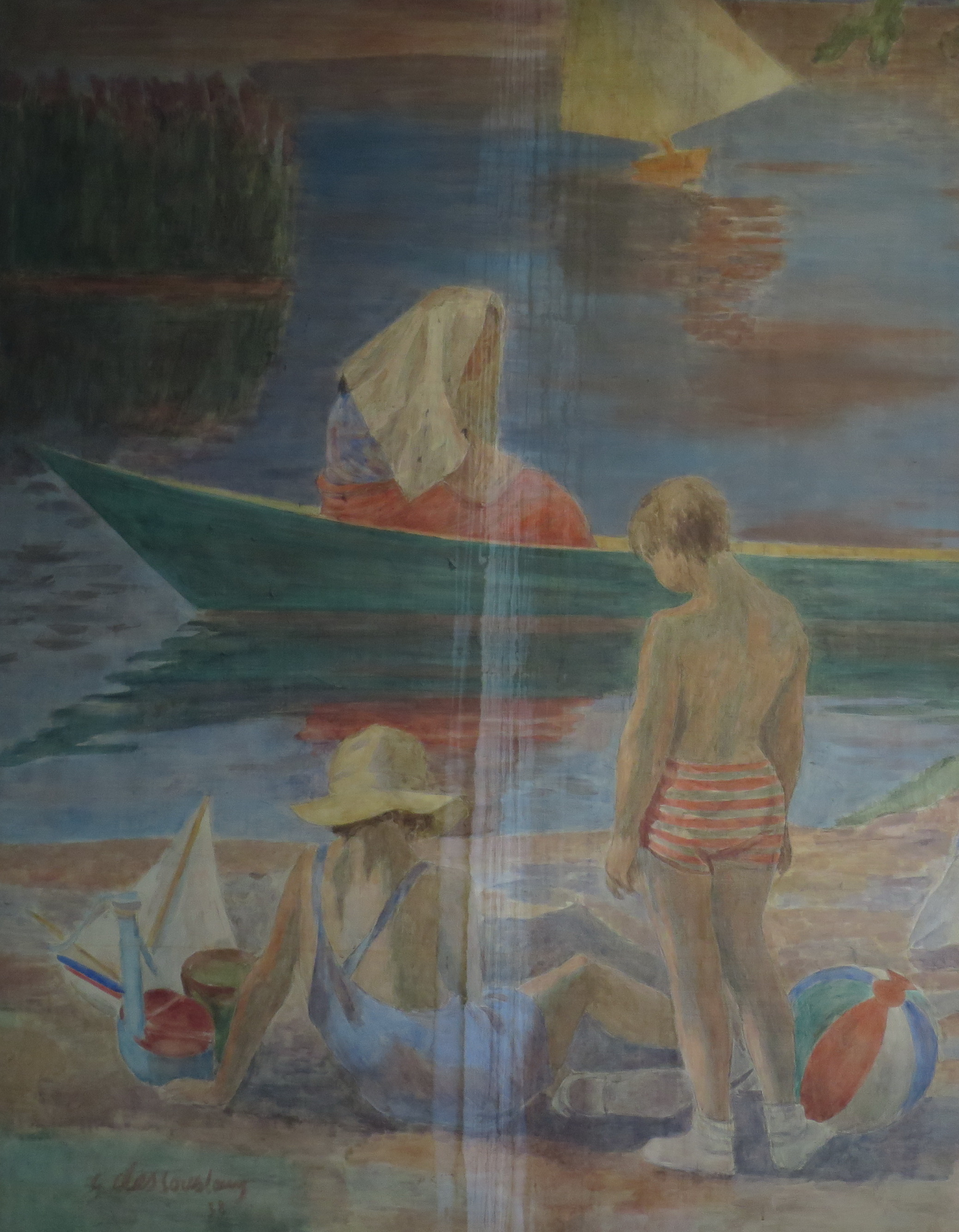
"Les baigneurs" (détail)
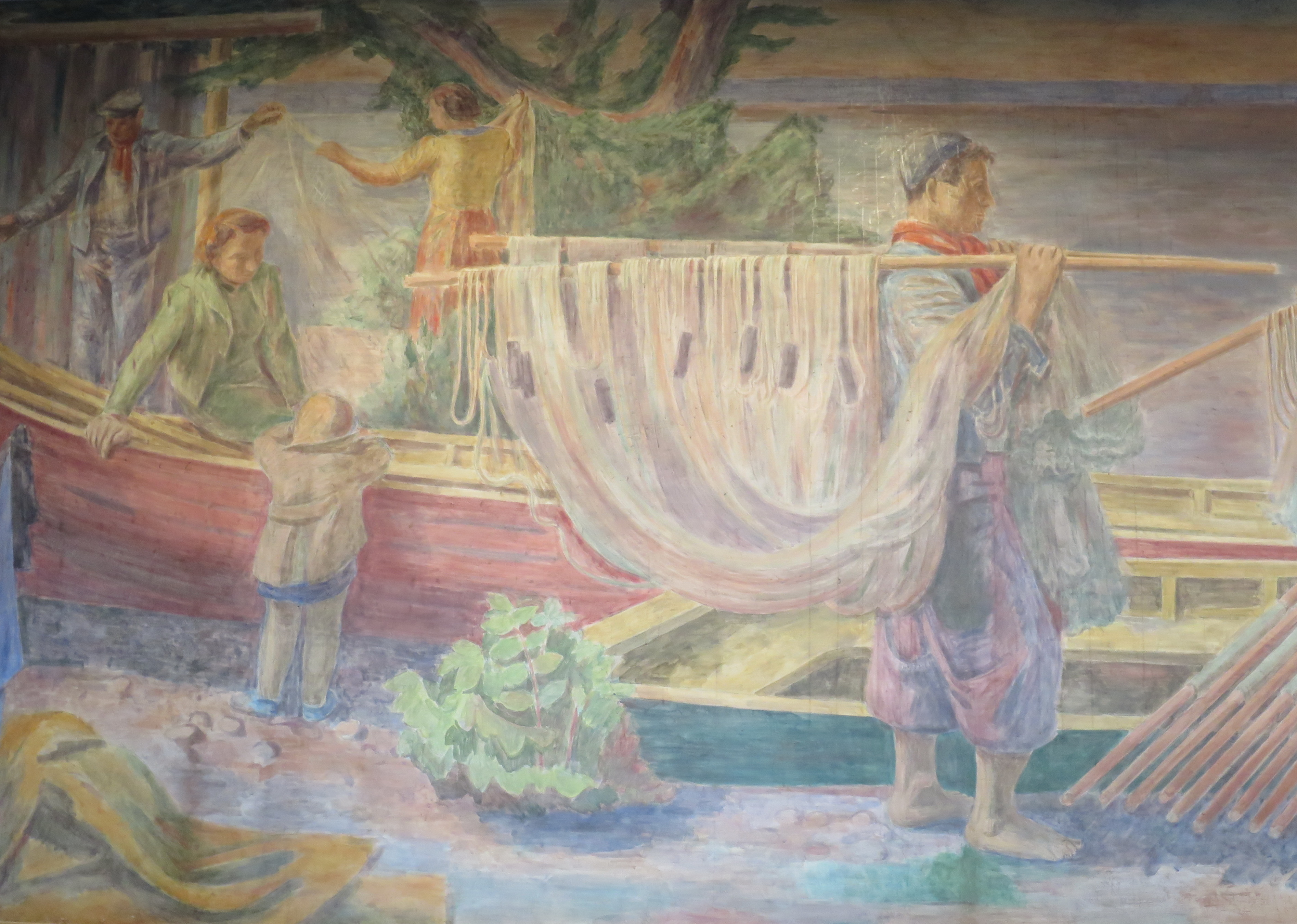
"Les pêcheurs" (détail)
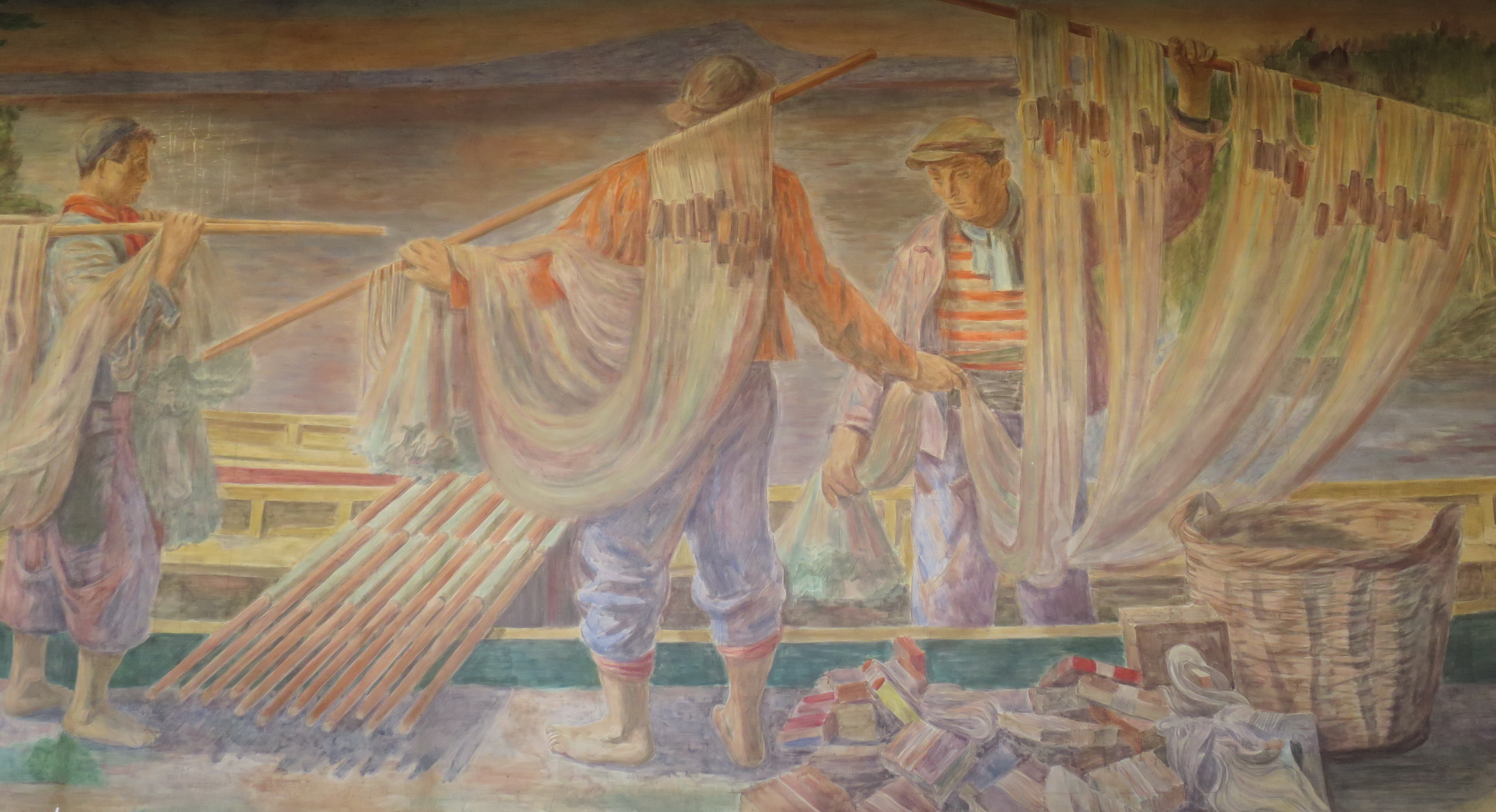
"Les pêcheurs" (détail)

## Services des voyageurs

### Accueil
Les CFF proposent plusieurs services dans la gare même, comme un service de vente de billets, une agence de voyages, un bureau de change avec possibilités d'utilisation de Western Union, un service des objets trouvés, un service de vélos en libre-service et un bureau de check-in pour bagages non-accompagnés sont disponibles.
Actuellement, les CFF considèrent la gare de Neuchâtel comme d'importance moyenne et celle-ci dispose dès lors d'un certain nombre de commerces, ainsi que des magasins d'alimentation de proximité et quelques lieux voués à la restauration. Un parking souterrain de 190 places est également à disposition juste devant la gare.

### Desserte
Depuis la gare de Neuchâtel, il est notamment possible de se rendre à Paris (navettes CFF RegioExpress de Neuchâtel à Frasne — via Pontarlier —, où la correspondance est organisée avec les TGV Lyria vers Paris via Dijon), Lausanne, Genève, Bâle et Saint-Gall via Zurich en InterCity (IC). On peut également se rendre en trains directs à La Chaux-de-Fonds, au Locle et à Berne. Enfin des trains régionaux permettent de se rendre à Gorgier-Saint-Aubin, dans le Val-de-Travers, à Bienne ainsi qu'à Fribourg.

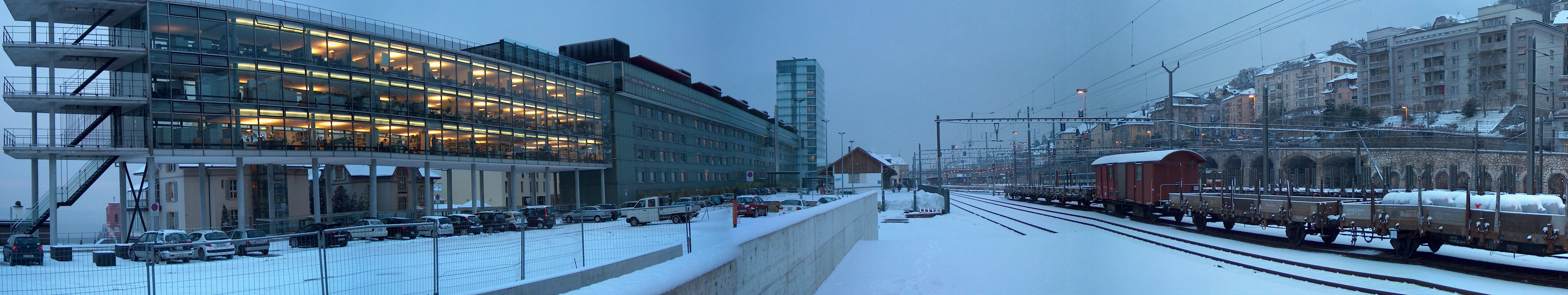
Vue hivernale du faisceau de voies de la gare.

### Intermodalité
La gare offre une correspondance riche avec les Transports publics neuchâtelois.
Depuis la gare même, la ligne 110 ou « Fun'ambule » (funiculaire) relie la gare à l'université de Neuchâtel à la fréquence d'un départ toutes 5 minutes. Ce service est néanmoins très souvent suspendu durant les vacances scolaires, ou pour cause de maintenance.
La station TransN Gare (nord), accessible depuis le passage sous les voies de la gare, permet d'utiliser la ligne de trolleybus 107 à destination d'Hauterive et les lignes d'autobus 106 pour l'Ermitage, 109 pour Pierre-à-Bot, 120 pour Rochefort et enfin 421 pour Cernier. Toutes ces lignes mènent également à la Place-Pury, dans le centre-ville, à l'exception de la ligne 120.